# Scybalophagus lacordairei
Scybalophagus lacordairei är en skalbaggsart som beskrevs av François Louis Nompar de Caumont de Laporte 1840. Scybalophagus lacordairei ingår i släktet Scybalophagus och familjen bladhorningar. Inga underarter finns listade i Catalogue of Life.